# Six Jours d'Essen
Les Six Jours d'Essen, das Sechstagerennen von Essen,  sont une course de six jours, organisée à Essen, en Allemagne. Huit éditions sont organisées de 1960 à 1967.

## Palmarès
| Année | Vainqueur                           | Deuxième                       | Troisième                              |
| ----- | ----------------------------------- | ------------------------------ | -------------------------------------- |
| 1960  | Hans Jarosczewicz Günther Ziegler   | Klaus Bugdahl Gerrit Schulte   | Reginald Arnold Ferdinando Terruzzi    |
| 1961  | Reginald Arnold Ferdinando Terruzzi | Rudi Altig Hans Junkermann     | Klaus Bugdahl Jean Roth                |
| 1962  | Klaus Bugdahl Fritz Pfenninger      | Rudi Altig Hans Junkermann     | Emile Severeyns Rik Van Steenbergen    |
| 1963  | Rudi Altig Hans Junkermann          | Peter Post Rik Van Steenbergen | Klaus Bugdahl Fritz Pfenninger         |
| 1964  | Rudi Altig Hans Junkermann          | Klaus Bugdahl Sigi Renz        | Palle Lykke Jensen Rik Van Steenbergen |
| 1965  | Peter Post Rik Van Steenbergen      | Rudi Altig Hans Junkermann     | Palle Lykke Jensen Freddy Eugen        |
| 1966  | Peter Post Fritz Pfenninger         | Klaus Bugdahl Sigi Renz        | Rudi Altig Dieter Kemper               |
| 1967  | Peter Post Fritz Pfenninger         | Sigi Renz Hans Junkermann      | Horst Oldenburg Dieter Kemper          |